# Leptobatopsis ashmeadii
Leptobatopsis ashmeadii är en stekelart som beskrevs av Charles Thomas Brues 1910. Leptobatopsis ashmeadii ingår i släktet Leptobatopsis och familjen brokparasitsteklar. Inga underarter finns listade i Catalogue of Life.